# Dipartimento di Rocha
Il dipartimento di Rocha è uno dei 19 dipartimenti dell'Uruguay.

## Storia
Il 7 luglio 1880, il dipartimento di Rocha è stato staccato da una parte del territorio appartenuto al dipartimento di Maldonado dalla prima divisione della Repubblica in dipartimenti nel 1819.

## Popolazione

### Città principali
| Città                  | Popolazione   |
| ---------------------- | ------------- |
| Castillos              | 7.346 (1996)  |
| Cebollatí              | 1.490 (1996)  |
| Chuy                   | 10.401 (2004) |
| Dieciocho de Julio     | 1.139 (1996)  |
| La Aguada - Costa Azul | 1.125 (1996)  |
| La Paloma              | 3.084 (1996)  |
| Lascano                | 7.134 (1996)  |
| Rocha                  | 26.058        |
| Velázquez              | 1.018 (1996)  |

### Altre località e villaggi
| località / villaggio | Popolazione |
| -------------------- | ----------- |
| 18 de Julio          | 977         |
| Punta del Diablo     | 823         |
| San Luis al Medio    | 598         |
| La Coronilla         | 510         |
| Puimayen             | 505         |